# Maria Badeńska
Sophie Marie Luise Amalie Josephine (ur. 26 lipca 1865 w Baden (obecnie Baden-Baden); zm. 29 listopada 1939 tamże) – księżniczka Badenii po śmierci teścia – księcia Fryderyka I 24 stycznia 1904 księżna Anhaltu. Po klęsce Cesarstwa w I wojnie światowej i wybuchu rewolucji listopadowej w 1918 wszyscy niemieccy monarchowie zostali zmuszeni do abdykacji. W przypadku Anhaltu akt abdykacji podpisał szwagier Marii – książę regent Aribert w imieniu swojego małoletniego bratanka – księcia Joachima Ernesta.
Urodziła się jako bratanica wielkiego księcia Badenii Fryderyka I. Jej rodzicami byli młodszy brat monarchy książę Wilhelm i jego żona Maria. Młodszym bratem Marii był kanclerz Cesarstwa Maximilian von Baden.
2 lipca 1889 w Karlsruhe poślubiła następcę tronu Anhaltu - księcia Fryderyka (od 1904 księcia Anhaltu Fryderyka II). Para nie miała dzieci. 